# Cieza (Murcia)
Cieza ist eine südspanische Kleinstadt und eine aus dem Hauptort, zwei Dörfern, mehreren Weilern (pedanías) und einigen Einzelgehöften (fincas) bestehende Gemeinde (municipio) mit 35.361 Einwohnern (Stand: 2024) in der autonomen Gemeinschaft Murcia.

## Lage
Die Kleinstadt Cieza liegt am Mittellauf des Río Segura gut 52 km (Fahrtstrecke) nordwestlich der Stadt Murcia in einer Höhe von ca. 165 bis 185 m. Das Klima im Winter ist gemäßigt, im Sommer dagegen warm bis heiß; die geringen Niederschlagsmengen (ca. 310 mm/Jahr) fallen – mit Ausnahme der nahezu regenlosen Sommermonate – verteilt übers ganze Jahr.

## Bevölkerungsentwicklung
| Jahr      | 1857  | 1900   | 1950   | 2000   | 2017   |
| Einwohner | 1.369 | 13.626 | 23.328 | 32.126 | 34.987 |

Der kontinuierliche Bevölkerungsanstieg ist im Wesentlichen auf die immer noch anhaltende Zuwanderung aus dem ländlichen Umland zurückzuführen.

## Wirtschaft
Die Region um Cieza war jahrhundertelang agrarisch orientiert – neben dem Anbau von Getreide (Gerste, Weizen) wurden zahlreiche Obst- und Olivenbäume sowie Weinreben angepflanzt. Im Ort selbst haben sich Kleinhändler, Handwerker und Dienstleistungsbetriebe aller Art angesiedelt.

## Geschichte
Prähistorische, iberische, römische und westgotische Funde sind spärlich. In den Jahren nach 711 wurde die Gegend von den Mauren überrannt; vor allem der Anbau von Zitrusfrüchten in der Region wird auf sie zurückgeführt – der Ort oder der gesamte Landstrich erhielt den Namen Alquería de Zepti. Erst nach der Rückeroberung (reconquista) der Region durch kastilisch Truppen unter Alfons X. im Jahr 1243 entstand der heutige Ort. Das seit dem Ende des Kalifats von Córdoba quasi unabhängige Taifa-Königreich Murcia wurde danach in ein christliches Königreich umgewandelt, welches jedoch eng mit der Krone von Kastilien verflochten war, doch kam es in den Jahren 1296 bis 1304 vorübergehend unter aragonesische Herrschaft. Lange Zeit wurde der Ort vom Santiago-Ritterorden verwaltet. Nach der von Philipp III. (reg. 1598–1621) und seinem Ersten Minister, dem Herzog von Lerma, befohlenen Vertreibung der Mauren zu Beginn des 17. Jahrhunderts ging die Einwohnerzahl des Ortes deutlich zurück.

## Sehenswürdigkeiten

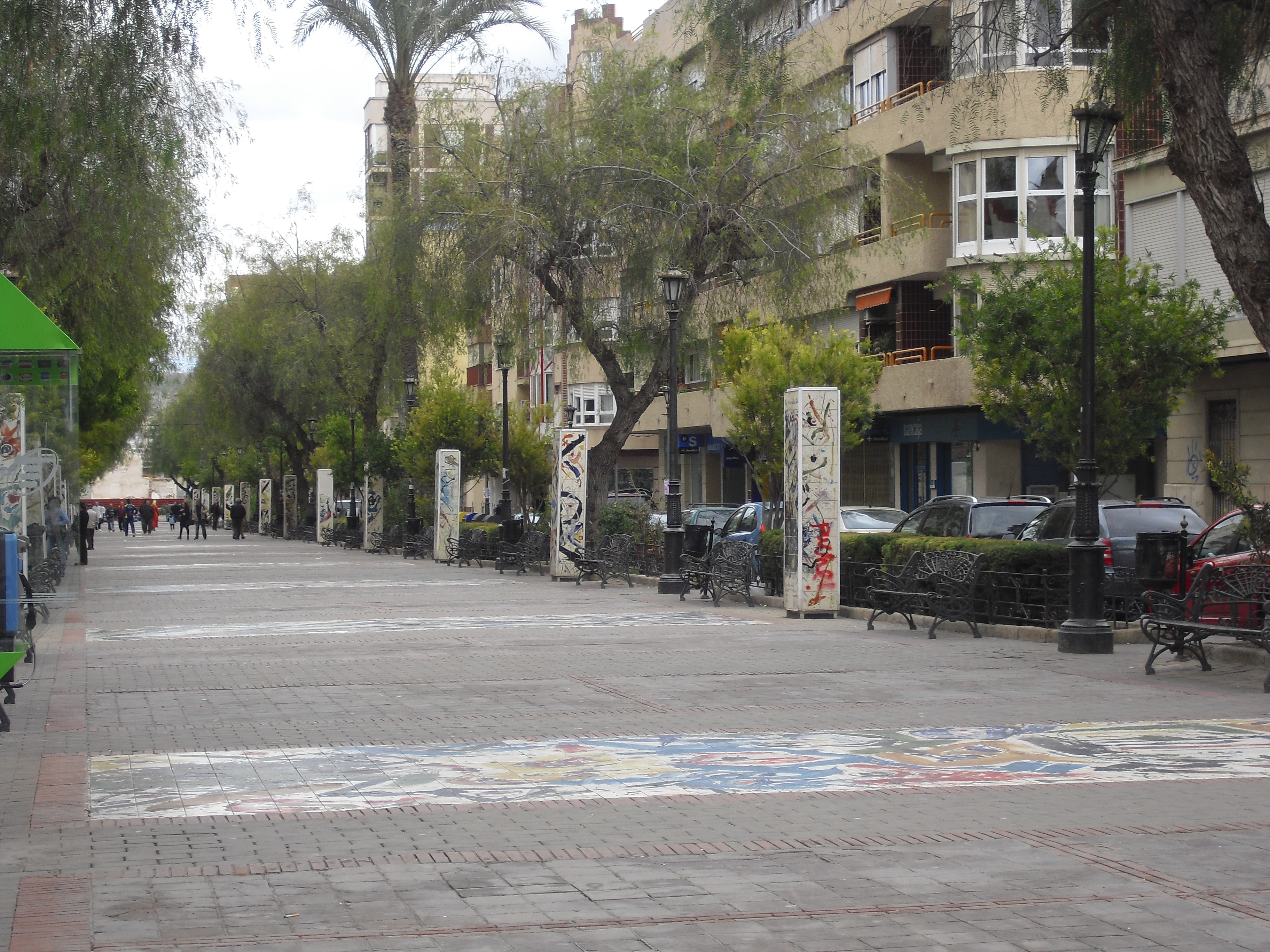
Fußgängerzone mit Mosaiken

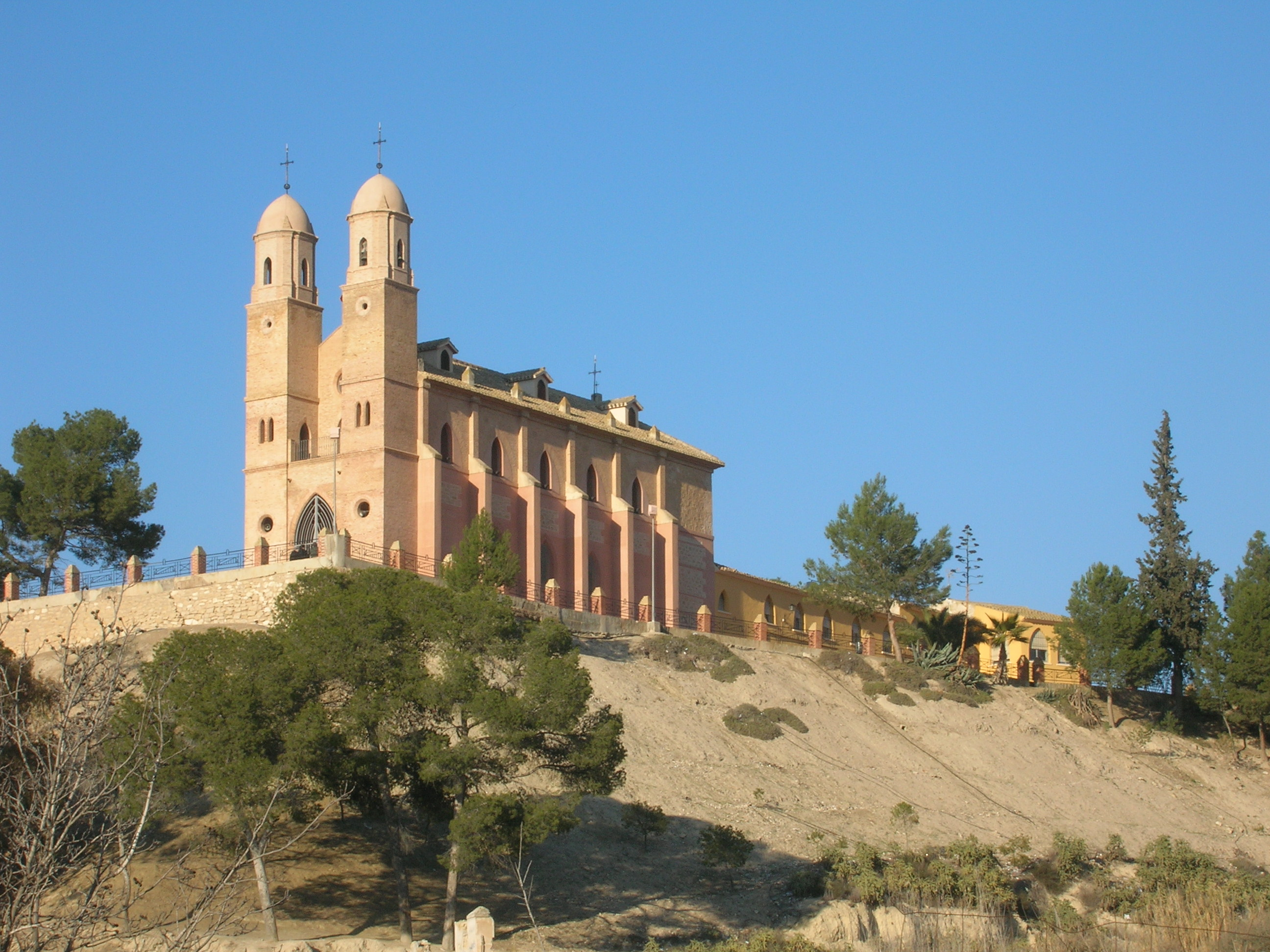
Ermita del Sto Cristo del Consuelo

- Das heutige Ortszentrum ist weitgehend modern. Interessant ist eine mit abstrakten Mosaiken ausgelegte Fußgängerzone.
- Wichtigstes Bauwerk der Kleinstadt ist die Basílica de Nuestra Señora de la Asunción, deren Baubeginn in der Zeit um 1500 liegt. Das durch eigenartige Strebebögen stabilisierte Mittelschiff wurde im 18. Jahrhundert erneuert; die beiden oberen Geschosse des Glockenturms sind erst dem ausgehenden 19. Jahrhundert entstanden. Die beiden Seitenportale zeigen eine eindeutige Renaissanceornamentik, wohingegen das Hauptportal eine barocke Formensprache präsentiert.[6]
- Die Ermita de San Bartolomé entstand im 18./19. Jahrhundert und ist dem Schutzpatron der Stadt geweiht. Vom erhöht liegenden conjuratorio aus wurde jedes Jahr die Ernte gesegnet.[7]
- Der in den Jahren 1685 bis 1707 erbaute Convento de San Joaquín y San Pascual gehörte ehemals dem Franziskanerorden; heute dient die Kirche als Pfarrkirche, in den übrigen Bauteilen ist eine Bibliothek untergebracht. Die schmuck- und turmlose Fassade der Kirche wird von einem barocken Glockengiebel (espadaña) überhöht. Das Kirchenschiff lenkt den Blick auf ein vergoldetes Altarretabel im Stil des Churriguerismus. Der Kreuzgang ist doppelgeschossig.[8]
- Der Klarissenkonvent (Convento de las Clarisas) ist ein eher schmuckloser Bau aus der Mitte des 18. Jahrhunderts; er befindet sich noch immer in der Hand des Ordens.[9]
- Die auf einer nahegelegenen Anhöhe befindliche doppeltürmige Ermita del Cristo del Consuelo ist ein Bau des 19. Jahrhunderts, der an der Stelle eines kleinen Vorgängerbaus errichtet wurde.
- Das Museo de Siyâsa beherbergt zahlreiche Kleinfunde aus der maurischen Siedlung. Einige architektonische Besonderheiten wurden rekonstruiert.[10]
- Weitere Museen beschäftigen sich mit den Traditionen der Semana Santa, der Hanfverarbeitung, dem Mühlenwesen etc.

Umgebung
- Die nur ca. 1,5 km vom Ort entfernte archäologische Stätte von Medina Siyâsa gilt als eine der besterhaltenen maurischen, d. h. letztlich Berbersiedlungen, auf der Iberischen Halbinsel. Sie lag an einem von einer Stampflehmmauer eingefassten und von einer Festung (hisn) überragten Berghang und bot einst Platz für ca. 4.000 Bewohner. Ausgrabungen haben zahlreiche Keramikscherben zutage gefördert.[11]
- In der Cueva Sima de la Serreta und in der Barranco de los Grajos (deutsch Schlucht der Krähen) finden sich unter Felsvorsprüngen oder in Höhlen  einfache Felsmalereien, die von der UNESCO als Weltkulturerbe anerkannt wurden.

## Feste
Abgesehen von der Semana Santa sind die wichtigsten örtlichen Feste die des hl. Antonius am 17. Januar und des hl. Bartholomäus am 24. August.

## Sonstiges
Die „Weltmeisterschaft im Olivenkernweitspucken“ findet seit 1995 jährlich Ende August in Cieza statt. Das spanienweit beachtete Jux-Spektakel zieht zehntausende Zuschauer und Medienvertreter aus dem ganzen Land an.

## Söhne und Töchter der Stadt
- José Antonio Camacho (* 1955), Fußballspieler und -trainer
- Mariano Rojas (1973–1996), Radsportler[13]
- Juan Manuel Molina (* 1979), Geher
- José Joaquín Rojas (* 1985), Radrennfahrer
- Manuel Bermúdez (* 1997), Geher